# Västerorts polismästardistrikt
Västerorts polismästardistrikt var ett av Stockholms läns åtta polismästardistrikt. Distriktet bestod geografiskt av Ekerö kommun, Solna kommun, Sundbybergs kommun och Västerort inom Stockholms kommun.
Vid polisens omorganisation uppgick distriktet från 1 januari 2015 i Polisområde Stockholm nord inom Polisregion Stockholm.